# Filistata lubinae
Espèce
Filistata lubinae est une espèce d'araignées aranéomorphes de la famille des Filistatidae.

## Distribution
Cette espèce est endémique d'Israël. Elle se rencontre au Néguev.

## Description
Le mâle holotype mesure 3,04 mm.

## Étymologie
Cette espèce est nommée en l'honneur de Yael D. Lubin.

## Publication originale
- Zonstein & Marusik, 2019 : A revision of the spider genus Filistata (Araneae: Filistatidae). Arachnology, vol. 18, no 2, p. 53-93.